# Mazama gouazoubira
Mazama gouazoubira är en däggdjursart som först beskrevs av Johann Fischer von Waldheim 1814.  Mazama gouazoubira ingår i släktet spetshjortar, och familjen hjortdjur.
Inga underarter finns listade i Catalogue of Life. Wilson & Reeder (2005) skiljer mellan 11 underarter.
Denna spetshjort förekommer i Sydamerika från Amazonflodens mynning och Bolivia till Uruguay och centrala Argentina. Arten lever i torra eller i något fuktiga landskap med träd och buskar. Den undviker täta skogar och besöker större öppna regioner bara för att leta efter föda. Till exempel observeras Mazama gouazoubira ibland på jordbruksmark.
Individerna äter olika växtdelar. I Brasilien föds de flesta ungar under regntiden. I Bolivia och Argentina registrerades födslar mellan augusti och april. Honan är cirka sju månader dräktig.
Arten blir 88 till 106 cm lång (huvud och bål), har en mankhöjd av 50 till 65 cm och svanslängd av 8 till 19 cm. Vikten varierar mellan 11 och 25 kg. Beroende på utbredningsområde är ryggens päls ljusbrun, gråbrun eller gråaktig. Jämförd med arten Mazama nemorivaga har Mazama gouazoubira en mera orange undersida, större avrundade öron och små ögon.

## Bildgalleri

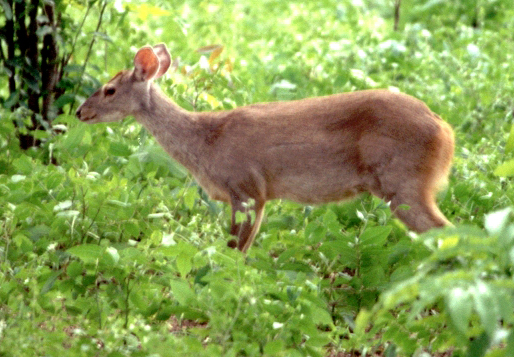
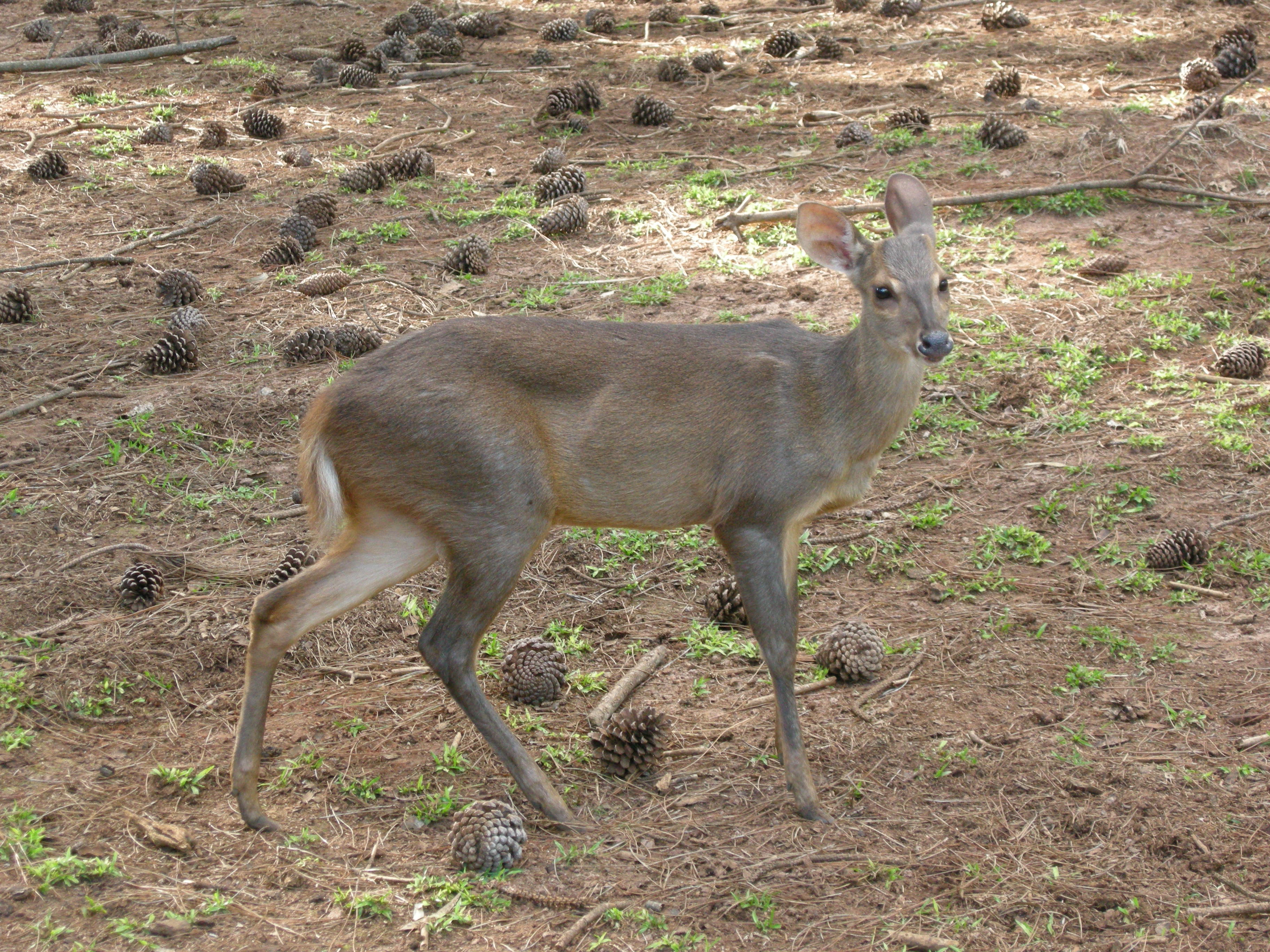
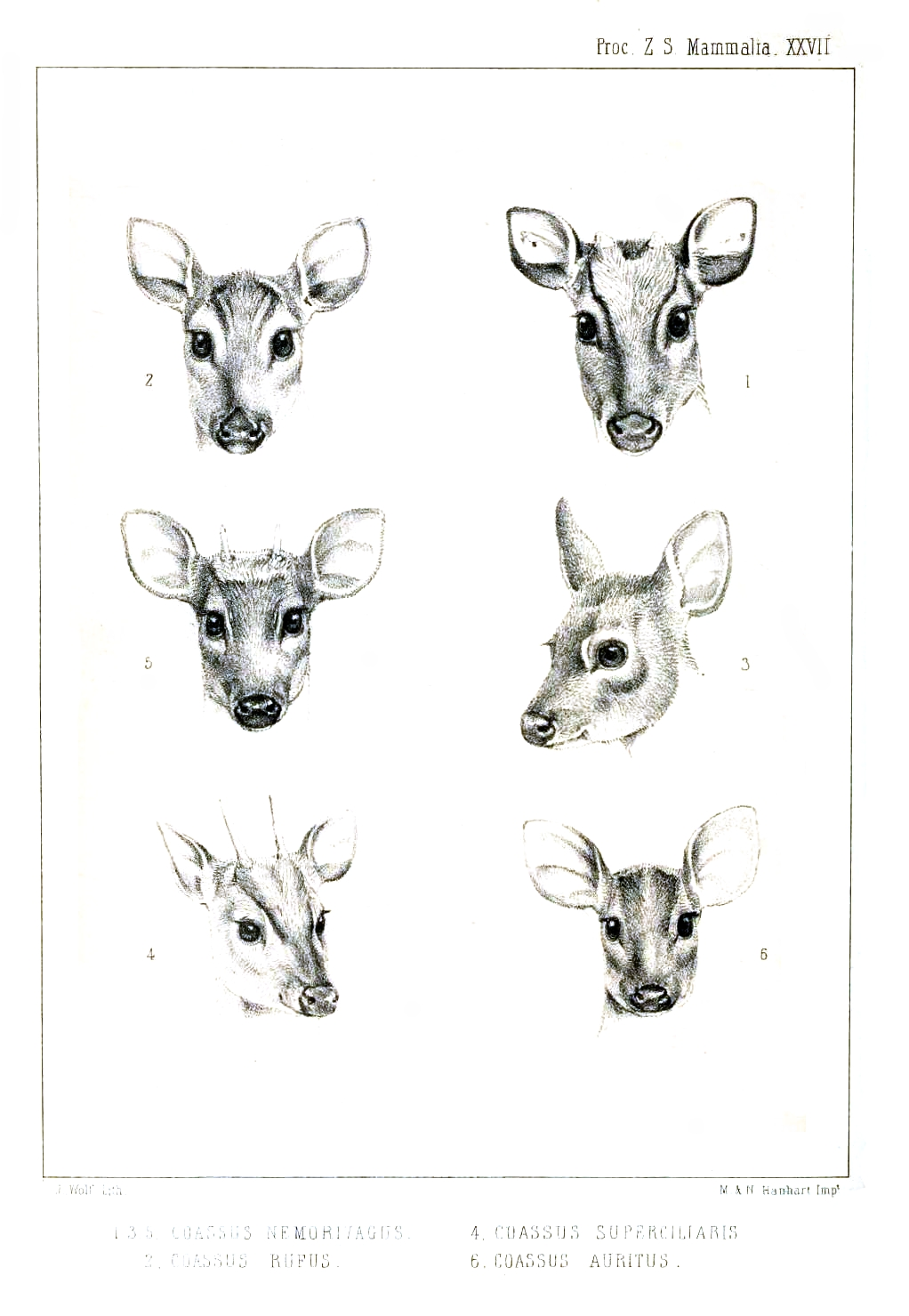
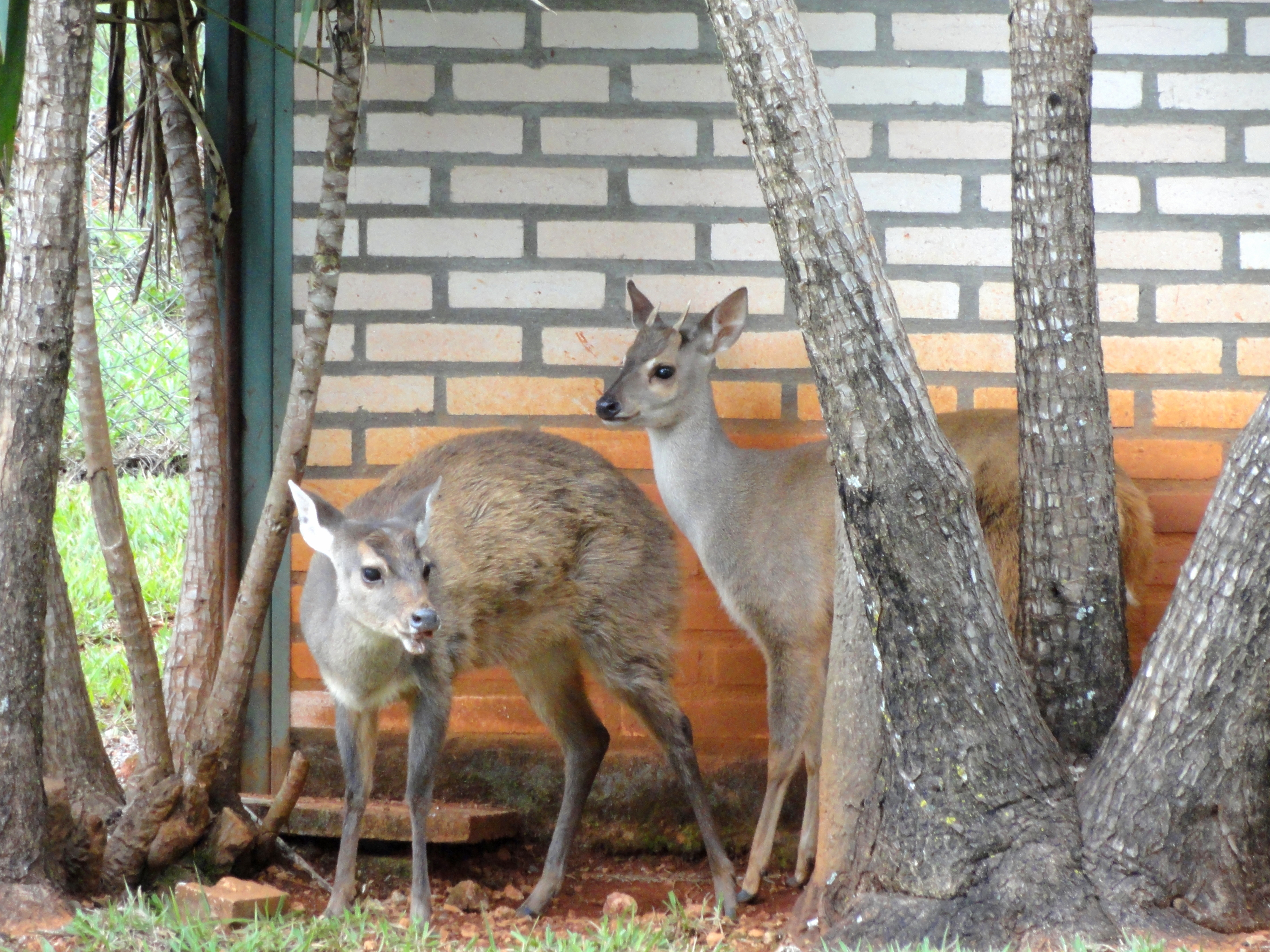